# Archidendron forbesii
Archidendron forbesii là một loài rau đậu thuộc họ Fabaceae.
Loài này chỉ có ở Papua New Guinea.
Chúng hiện đang bị đe dọa vì mất môi trường sống.